# Keegan-Michael Key
Keegan-Michael Key (født 22. marts 1971) er en amerikansk skuespiller, komiker, manuskriptforfatter og producer. Han er kendt for at være medskaber sammen med Jordan Peele på Comedy Centrals sketchserie Key & Peele (2012–2015).

## Tidligt liv
Key blev født i Southfield, Michigan, den 22. marts 1971,   som søn af en afroamerikansk far, Leroy McDuffie, og Carrie Herr, en kvinde af polsk og flamsk afstamning.   Han blev adopteret i en ung alder. Han blev opdraget som katolik, og fik en bachelor i "Fine Arts" i 1993, efterfulgt af en "Master of Fine Arts" i 1996.

## Karriere

### Key & Peele
Key og Jordan Peele medvirkede i deres egen Comedy Central sketch-serie Key &amp; Peele, som begyndte at blive sendt den 31. januar 2012 og kørte i fem sæsoner indtil den 9. september 2015.  Serien følger adskillige karaktere spillet af de to skuespillere, i form af små sketches. Der fokuseres ofte på samfundsmæssige emner, såsom amerikansk kultur, etniske stereotyper, social akavethed osv.

## Filmografi

### Film
| Not yet released | Denotes works that have not yet been released |

| År   | Titel                                 | Rolle                                              | Noter            |
| ---- | ------------------------------------- | -------------------------------------------------- | ---------------- |
| 1999 | Get the Hell Out of Hamtown           | J                                                  |                  |
| 2000 | Garage: A Rock Saga                   | TV Studio Manager                                  |                  |
| 2003 | Uncle Nino                            | Airport Stranger                                   |                  |
| 2004 | Mr. 3000                              | Reporter                                           |                  |
| 2006 | Alleyball                             | Curt Braunschweib                                  |                  |
| 2006 | Grounds Zero                          | Arch                                               | Short film       |
| 2007 | Sucker For Shelley                    | Michael                                            | Short film       |
| 2008 | Yoga Matt                             | Matt                                               | Short film       |
| 2008 | Role Models                           | Duane                                              |                  |
| 2008 | Land of Arabia                        | Dwayne                                             | Short film       |
| 2010 | Welcome to the Jungle Gym             | Mike McKenzie                                      | Short film       |
| 2010 | Due Date                              | New Father                                         |                  |
| 2011 | Just Go with It                       | Ernesto                                            |                  |
| 2011 | Bucky Larson: Born to Be a Star       | Guinness Man                                       |                  |
| 2012 | Wanderlust                            | Marcys Flunkie                                     |                  |
| 2013 | Hell Baby                             | F'Resnel                                           |                  |
| 2013 | Afternoon Delight                     | Bo                                                 |                  |
| 2014 | The Lego Movie                        | Frank the Foreman (voice)                          |                  |
| 2014 | Teacher of the Year                   | Ronald Douche                                      |                  |
| 2014 | Let's Be Cops                         | Pupa                                               |                  |
| 2014 | Horrible Bosses 2                     | Mike                                               |                  |
| 2015 | Pitch Perfect 2                       | Sammy                                              |                  |
| 2015 | Welcome to Happiness                  | Proctor                                            |                  |
| 2015 | Tomorrowland                          | Hugo Gernsback                                     |                  |
| 2015 | Vacation                              | Jack Peterson                                      |                  |
| 2015 | Hotel Transylvania 2                  | Murray the Mummy (voice)                           |                  |
| 2015 | Freaks of Nature                      | Mr. Keller                                         |                  |
| 2016 | Keanu                                 | Clarence, Smoke Dresden                            | Also producer    |
| 2016 | The Angry Birds Movie                 | Judge Peckinpah (voice)                            |                  |
| 2016 | Don't Think Twice                     | Jack                                               |                  |
| 2016 | Storks                                | Alpha Wolf (voice)                                 |                  |
| 2016 | Why Him?                              | Gustav                                             |                  |
| 2017 | Get Out                               | NCAA Prospect                                      | Uncredited cameo |
| 2017 | Win It All                            | Gene                                               |                  |
| 2017 | The Disaster Artist                   | Himself                                            | Cameo            |
| 2017 | The Star                              | Dave (voice)                                       |                  |
| 2018 | Hotel Transylvania 3: Summer Vacation | Murray (voice)                                     |                  |
| 2018 | The Predator                          | Coyle                                              |                  |
| 2019 | Toy Story 4                           | Ducky (voice)                                      |                  |
| 2019 | The Lion King                         | Kamari (voice)                                     |                  |
| 2019 | Dolemite Is My Name                   | Jerry Jones                                        |                  |
| 2019 | Playing with Fire                     | Mark Rogers                                        |                  |
| 2020 | All the Bright Places                 | Embry                                              |                  |
| 2020 | Jingle Jangle: A Christmas Journey    | Gustafson                                          |                  |
| 2020 | The Prom                              | Tom Hawkins                                        |                  |
| 2022 | Hotel Transylvania: Transformania     | Murray (voice)                                     | [ 10 ]           |
| 2022 | The Bubble                            | Sean Knox/Colt Rockwell                            |                  |
| 2022 | Chip 'n Dale: Rescue Rangers          | Bjornson the Cheesemonger / Frog co-worker (voice) |                  |
| 2022 | Pinocchio                             | Honest John (voice)                                |                  |
| 2022 | Wendell og Wild                       | Wendell (voice)                                    |                  |
| 2023 | The Super Mario Bros. Movie           | Toad (voice)                                       | In production    |
| 2023 | Wonka                                 |                                                    | Filming          |

### Television
| År           | Titel                               | Rolle                                    | Noter                                                                   |
| ------------ | ----------------------------------- | ---------------------------------------- | ----------------------------------------------------------------------- |
| 2001         | ER                                  | Witkowski                                | Episode: "Quo Vadis?"                                                   |
| 2004         | I'm With Her                        | Orderly                                  | Episode: "Poison Ivy"                                                   |
| 2004–2009    | Mad TV                              | Various                                  | 107 episodes; also writer                                               |
| 2005–2008    | The Planet's Funniest Animals       | Host                                     | 30 episodes                                                             |
| 2007         | Frangela                            | DeShawn                                  | Television film                                                         |
| 2008         | Chocolate News                      | Woodsy                                   | 1 episode                                                               |
| 2008–2009    | Reno 911!                           | Hypothetical Criminal                    | 8 episodes                                                              |
| 2009–2010    | Gary Unmarried                      | Curtis                                   | 17 episodes                                                             |
| 2010         | Sons of Tucson                      | Eric                                     | Episode: "Pilot"                                                        |
| 2010–2015    | Childrens Hospital                  | Cop, Captain Tripper                     | 3 episodes                                                              |
| 2011         | A Series of Unfortunate People      | Ted                                      | Episode: "Family Secret"                                                |
| 2011         | Love Bites                          | Drew                                     | 2 episodes                                                              |
| 2011         | Wilfred                             | Dick Barbian                             | Episode: "Identity"                                                     |
| 2011         | The League                          | Steve / Carmenjello                      | Episode: "Carmenjello"                                                  |
| 2012–2015    | Key & Peele                         | Himself, Various                         | 54 episodes; also co-creator, writer and executive producer             |
| 2013–2021    | Whose Line is it Anyway?            | Himself / Fourth Seater                  | 11 episodes                                                             |
| 2013         | How I Met Your Mother               | Calvin                                   | Episode: "Something New"                                                |
| 2013         | Super Fun Night                     | Slade                                    | Episode: "Pilot"                                                        |
| 2014         | The Middle                          | Reverend Deveaux                         | Episode: "Hungry Games"                                                 |
| 2014         | Hell's Kitchen                      | Himself                                  | Guest diner; Season 13 Episode 14: "5 Chefs Compete"                    |
| 2014–2015    | Parks and Recreation                | Joe                                      | 5 episodes                                                              |
| 2014–2016    | Bob's Burgers                       | Various                                  | Voices 5 episodes                                                       |
| 2014–2017    | Playing House                       | Mark Rodriguez                           | 21 episodes                                                             |
| 2014         | Fargo                               | FBI Special Agent Bill Budge             | 4 episodes                                                              |
| 2014 & 2016  | Robot Chicken                       | Various                                  | Voices 2 episodes                                                       |
| 2014–2015    | BoJack Horseman                     | Sebastian St. Clair                      | Voice 4 episodes                                                        |
| 2015         | The Hotwives                        | Ace                                      | 7 episodes                                                              |
| 2015         | TripTank                            | King Lhoga                               | Voice Episode: "Dirty Talk"                                             |
| 2015         | It's Always Sunny in Philadelphia   | Grant Anderson                           | Episode: "The Gang Goes on Family Fight"                                |
| 2015         | White House Correspondents' Dinner  | Luther                                   | Television special                                                      |
| 2015         | W/ Bob & David                      | Traffic Cop                              | Episode: "Episode 3"                                                    |
| 2015 & 2019  | Rick and Morty                      | Fourth Dimensional Being                 | Voice 2 episodes                                                        |
| 2015–2019    | SuperMansion                        | American Ranger, Sgt. Agony, Blue Menace | Voices 38 episodes                                                      |
| 2016         | Modern Family                       | Tom Delaney                              | Episode: "Playdates"                                                    |
| 2016         | Angie Tribeca                       | Helmut Fröntbüt                          | Episode: "Ferret Royale"                                                |
| 2016         | The Muppets                         | Himself                                  | Episode: "Swine Song"                                                   |
| 2016         | House of Lies                       | Devin Townsend                           | Episode: "Johari Window"                                                |
| 2016         | American Dad!                       | E-Money                                  | Voice Episode: "Criss-Cross Applesauce: The Ballad of Billy Jesusworth" |
| 2016         | Mack & Moxy                         | Admirable Keegan                         | Episode: "Buckle, Buckle, Seatbelts and Chuckle"                        |
| 2016–2017    | Archer                              | Detective Diedrich, Floyd                | Voices 6 episodes                                                       |
| 2016 & 2018  | Last Week Tonight with John Oliver  | Crazy Jimmy, Faux BitConnect Carlos      | 2 episodes                                                              |
| 2017         | The Simpsons                        | Jazzy James                              | Voice Episode: "The Great Phatsby"                                      |
| 2017         | Son of Zorn                         | Grobos the Great                         | Voice Episode: "All Hail Son of Zorn"                                   |
| 2017         | Detroiters                          | Smilin' Jack                             | Episode: "Smilin' Jack"                                                 |
| 2017         | Samurai Jack                        | Da' Samurai                              | Voice Episode: "XCVII"                                                  |
| 2017–2019    | Friends from College                | Ethan Turner                             | 16 episodes                                                             |
| 2018         | Impulse                             | Michael Pearce                           | 2 episodes                                                              |
| 2018         | Sesame Street                       | Himself                                  | 2 episodes                                                              |
| 2019         | Veep                                | Jordan Thomas Jr.                        | Episode: “South Carolina”                                               |
| 2019         | The Dark Crystal: Age of Resistance | The Ritual-Master (skekZok)              | Voice 9 episodes                                                        |
| 2019–present | Green Eggs and Ham                  | Narrator                                 | 23 episodes                                                             |
| 2019         | No Activity                         | Charles Brock                            | 2 episodes                                                              |
| 2020         | Brain Games                         | Host                                     | 8 episodes                                                              |
| 2020         | Game On!                            | Host                                     | 8 episodes                                                              |
| 2020         | Home Movie: The Princess Bride      | Inigo Montoya                            | Episode: "Ultimate Suffering"                                           |
| 2021         | Saturday Night Live                 | Host                                     | Episode: "Keegan-Michael Key/Olivia Rodrigo"                            |
| 2021–present | Schmigadoon!                        | Josh Skinner                             | 6 episodes                                                              |
| 2022         | The Pentaverate                     | Dr. Hobart Clark                         | 3 episodes                                                              |
| 2022–present | Reboot                              | Reed Sterling                            | Main cast                                                               |

### Teater
| År        | Titel                         | Rolle   | Noter                |
| --------- | ----------------------------- | ------- | -------------------- |
| 2004      | The People vs. Friar Laurence | Romeo   | Chicago, Second City |
| 2017      | Hamlet                        | Horatio | Off-Broadway         |
| 2017–2018 | Meteor Shower                 | Gerald  | Broadway             |

### Computerspil
| År   | Titel                                    | Rolle                        | Noter  |
| ---- | ---------------------------------------- | ---------------------------- | ------ |
| 2003 | NFL Blitz Pro                            | Commentary/Additional Voices | [ 14 ] |
| 2018 | Hotel Transylvania 3: Monsters Overboard | Murray the Mummy             | [ 15 ] |

### Musikvideoer
| År   | Titel           | Rolle          | Kunstner            |
| ---- | --------------- | -------------- | ------------------- |
| 2006 | "White & Nerdy" | Black Gangster | "Weird Al" Yankovic |